# دانشگاه دولتی داغستان
دانشگاه دولتی داغستان (روسی: Дагестанский государственный университет) دانشگاه دولتی مستقر در شهر مخاچ‌قلعه، داغستان، روسیه است، که در سال ۱۹۳۱ تأسیس شد.
این دانشگاه شامل 16 مرکز علمی و آموزشی، 18 دانشکده، 97 کرسی، 4 شعبه، 2 موزه (بیولوژیکی و تاریخی)، یک کتابخانه بنیادی، یک ایستگاه بیولوژیکی و یک پلانتاریوم[3] است. حدود 3000 معلم و کارمند در این دانشگاه کار می کنند.

## اطلاعات عمومی
این دانشگاه شامل:
- 18 دانشکده؛
- 2 انستیتو؛
- 9 شعبه؛
- 97 کرسی؛
- 2 موزه: بیولوژیکی و تاریخی.
- هرباریوم
- کتابخانه علمی حاوی بیش از 2500000 جلد.
- ایستگاه بیولوژیکی؛
- پلانتاریوم

## دانشکده های دانشگاه
- دانشکده بیولوژیکی
- دانشکده اکولوژی و توسعه پایدار
- دانشکده تاریخ
- دانشکده اجتماعی
- دانشکده ریاضی و علوم کامپیوتر
- دانشکده انفورماتیک و فناوری اطلاعات
- دانشکده شرق شناسی
- دانشکده زبان های خارجی
- دانشکده فرهنگ
- دانشکده آموزش پیشرفته
- دانشکده روانشناسی و فلسفه
- دانشکده تربیت بدنی و ورزش
- دانشکده فیزیک
- دانشکده فیلولوژی
- دانشکده مدیریت
- دانشکده شیمی
- دانشکده اقتصاد
- انستیتوی حقوقی

دانشکده مالی و اقتصاد و دانشکده مدیریت اقتصادی از اوت 2009 به یک دانشکده جدید اقتصاد ادغام شدند. دانشکده فیلولوژی داغستان از شهریور 1388 به گروهی از دانشکده فیلولوژی تبدیل شده است. دانشکده اکولوژی و جغرافیا در سال 2015 به موسسه اکولوژی و توسعه پایدار تبدیل شد.

## فارغ التحصیلان معروف
- عبدالاتیپوف، عبدالکادر یوسوپوویچ (متولد 1935) - دانشمند، معلم، استاد، دکترای علوم زبانشناسی، رئیس گروه ادبیات داغستان
- موخو علییف، اولین رئیس جمهور داغستان.

سامسون برویتمن، فیلولوژیست.
- شمیل زینالوف - نخست وزیر پیشین داغستان.
- ماگومد ماگومدوف - عضو هیئت رئیسه دادگاه عالی داغستان.
- ماگومدسلام ماگومدوف - دومین رئیس جمهور داغستان.
- ماگومدسلطان ماگومدوف - رئیس مجلس مردم داغستان و موسس باشگاه فوتبال آنجی ماخاچکالا.
- رئوف ماگومدوویچ مونچایف - مشاور آکادمی علوم روسیه، دکترای علوم تاریخی، پروفسور، عضو مسئول آکادمی علوم روسیه.

گادجی ناژمودینوف، فرهنگ شناس و فیلسوف مشهور.
- سلیمان کریموف، سناتور شورای فدراسیون مجلس فدرال روسیه، کارآفرین و نیکوکار.
- ضمیر تارلانوف - فیلولوژیست، دانشمند ارجمند فدراسیون روسیه.
- نورباگاندوف، ماگومد نورباگاندویچ - قهرمان روسیه
- ادزیف، خیزری گامیدویچ (1937-2011) - کارگر مدرسه عالی فدراسیون روسیه